# Versailleská smlouva (1783)
Versailleská smlouva (francouzsky traité de Versailles) nazývaná též Versailleský mír (paix de Versailles) či Pařížský mír je mezinárodní smlouva podepsaná ve Versailles dne 3. září 1783, ve stejný den, kdy byla v Paříži podepsána jiná mírová smlouva – Pařížská smlouva.
Versailleská smlouva je tvořena třemi bilaterálními smlouvami o míru a přátelství podepsaných na jedné straně Velkou Británií a na druhé Francií, která ukončila francouzsko-britskou námořní válku, Španělskem, která ukončila anglicko-španělskou válku a Spojenými nizozemskými provinciemi, která vedla k ukončení čtvrté anglo-nizozemské války (1784).

## Vyjednávání
Americká revoluce, která začala v roce 1765 třinácti americkými koloniemi proti Velké Británii, se v roce 1775 změnila ve válku za nezávislost a poté od roku 1778 ve francouzsko-britskou námořní válku, kdy se Francie rozhodla pomoct americkým povstalcům, aby získala lukrativní obchod mezi Británií a jejími koloniemi.
V roce 1781 vojenské výdaje a značně se zvyšující dluh donutily Velkou Británii kapitulovat v bitvě u Yorktownu a vstoupit do tajných jednání přímo se Spojenými státy.
V letech 1782 a 1783 bylo zajato nebo ztroskotalo 22 francouzských lodí a fregat. Vleklý konflikt a stav financí již neumožňoval vyzbrojování velkých flotil ani udržení sil na všech frontách.
Ve Versailles byly proto 20. ledna 1783 podepsány předběžné články.

## Shrnutí obsahu
Podle smluv z Versailles vrátila Británie část územních zisků, které získala na základě Pařížské smlouvy v roce 1763:
Španělsko získá zpět Menorcu a obě Floridy (ale Velká Británie si ponechává Gibraltar).
S Francií byla některá území vyměněna nebo vrácena:
- V Evropě Francie obnovuje bez jakéhokoli omezení plnou suverenitu nad městem Dunkerque.
- V Asii Francie získává zpět svá obchodní místa ve Francouzské Indii.
- V Africe si Francie ponechává ostrov Gorée a Senegal.
- Na Antilách si Francie ponechá tři ostrovy (Martinik, Guadeloupe, Svatá Lucie), získá zpět Tobago a Trinidad, ale postoupí Svatý Vincent a Grenadiny Velké Británii.
- V Severní Americe si Francie ponechá Saint-Pierre-et-Miquelon a získá rozsáhlá rybolovná práva na Grand Banks of Newfoundland, na severovýchodním a západním pobřeží, od Cap Saint-Jean po Cape Striped. Nezíská však svou Novou Francii, která je rozdělena na dvě části na úrovni Velkých jezer: část na severu (včetně Pays-d'en-Haut (budoucí Ontario) a Québec) zůstává pod britskou nadvládou, zatímco část na jihu, francouzská Louisiana (běžící od jižních Velkých jezer k Mexickému zálivu) zůstává rozdělena Mississippi, na španělskou Louisianu na západě a Spojenými státy na východě. Ta se v roce 1787 přejmenovala z francouzské Horní Louisiany na Severozápadní teritorium.

## Signatáři
Předběžné články anglo-nizozemské smlouvy byly podepsány 2. září 1783 v Paříži, ale zatímco Velká Británie byla poražena Francií a Španělskem, jiný francouzsko-španělský spojenec, Spojené nizozemské provincie, pokračující ve válce, byl poražen.
Francouzsko-britskou smlouvu podepsali ve Versailles dne 3. září 1783 Charles Gravier de Vergennes za Francii a George Montagu, 4. vévoda z Manchesteru za Velkou Británii.
Ve stejný den, kdy byla podepsána tato francouzsko-britská smlouva, byla ve Versailles podepsána další smlouva, anglo-španělská smlouva mezi hrabětem z Arandy za Španělsko a vévodou z Manchesteru za Velkou Británii.
Tyto tři smlouvy z Versailles jsou protějškem Pařížské smlouvy, kterou téhož dne podepsala Velká Británie se zástupci třinácti bývalých britských kolonií v Severní Americe, a která ukončila válku o nezávislost Spojených států amerických, které se na straně povstalců účastnili Francouzi, Španělé a Nizozemci.
Versailleská smlouva byla zveřejněna 25. listopadu 1783.
Anglo-nizozemskou smlouvu, kterou skončila čtvrtá anglo-nizozemská válka, podepsali v Paříži 20. května 1784 Lestevenon van Berkenroode a Gerard Brantsen za Spojené provincie a Daniel Hailes za Velkou Británii.

## Důsledky
Po těchto mírových smlouvách z roku 1783, i když Francie nezískala Kanadu, obnovila svou roli arbitra evropského kontinentu a stala se opět v očích světa první mocností. Během této francouzsko-britské války francouzská flotila skutečně porazila dvojnásobně velkou britskou flotilu a pomstila urážku, kterou utrpěla během sedmileté války.